# Segner János András

Segner-kerék vázlata

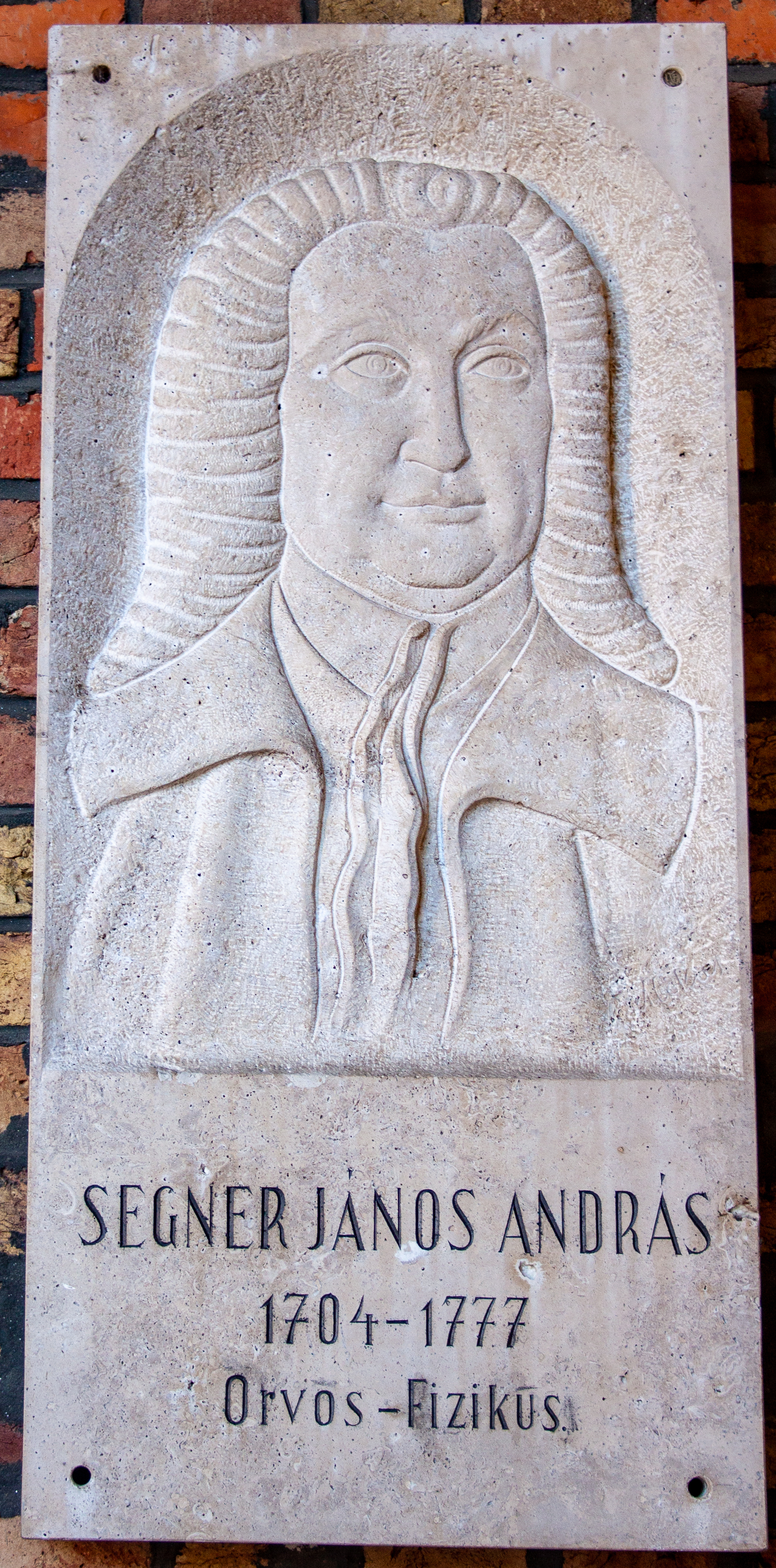
Dombormű a szegedi Dóm téren

Segner János András (ejtsd: zégner) (Pozsony, 1704. október 9. – Halle, 1777. október 5.) magyar természettudós, matematikus, orvos, fizikus, egyetemi tanár.

## Élete
Iskoláit Pozsonyban végezte. Főiskolai tanulmányait a debreceni Református Kollégiumban kezdte 1724-ben, de egy évvel később már a Jénai Egyetemen orvostudományt tanult, s a kor szokása szerint fizikát és matematikát is hallgatott.
1730-ban megszerezve orvosi oklevelét, Pozsonyban kezdett praktizálni. 1735-ben már az akkor szerveződő Göttingeni Egyetemen tanított – elsőként – fizikát, matematikát és kémiát. Itt adott elő egészen 1755-ig. Közben csillagászattal is foglalkozott, ő hívta életre az egyetem csillagvizsgáló obszervatóriumát. Azután haláláig a fizika, matematika és csillagászat professzora volt Halléban.
A meteorológiatörténet őt tekinti a matematikai meteorológia megalapítójának. Tagjául választotta a szentpétervári és a berlini, valamint a göttingeni tudományos akadémia, illetve társulat. A londoni Királyi Társaságnak is tagja volt. II. Frigyes porosz király kitüntetésekkel halmozta el. 1755-ben nemességet kapott és titkos tanácsos lett.

## Tudományos munkássága
Segner nevét legtöbben a turbina ősének tekinthető Segner-kerékről ismerik. Találmányát Segner a Göttingen melletti Nörtenben a gyakorlatban is kipróbálta. Olyan malmot épített, amelynek hajtószerkezete a Segner-kerék (azaz vízturbina) volt. Ezen túl az elsők között igyekezett számítások alapján a legjobb hatásfokot elérni.
A fizikában legjelentősebb eredményeit a folyadékok és a merev testek dinamikájában érte el. Leonhard Euler éppen Segner munkáira alapozva fogalmazta meg a folyadékok és a merev testek mechanikájának alaptörvényeit, az Euler-féle egyenleteket.
A matematikában felelevenítette a Cavalieri-elvet, amelyet sokáig tévesen róla neveztek el. Bizonyította a Descartes-féle előjelszabályt, foglalkozott az egyenletek grafikus megoldásával és a kor színvonalán álló kitűnő matematikai tankönyveket írt.
A kémiában a gyakorlati irányt képviselte. Ő ajánlotta a kén-dioxidot a gabonavetőmagok fertőtlenítésére és a fahamut trágyázására. Foglalkozott a cukor-, a szesz- és a puskaporgyártás technológiájával is.

## Főbb művei
- De natura ac principiis medicinae (doktori disszertáció), Jena, 1730;
- Elementa mathematicae et geometriae, Göttingen, 1739;
- Einleitung in die Natur-Lehre, Göttingen, 1754, 3. kiadás, Göttingen, 1770
- Specimen Theoriae Turbinum, Halle, 1755;
- Elementa analyseos finitorum, Magdeburg, 1758
- Anfangsgründe der Arithmetick, Geometrie und der geometrischen Berechnungen, Halle, 1764
- Gründe der Perspectiv, Berlin, 1799.

## Emlékezete
Albertfalván és Pozsonyban utcát, Debrecenben teret neveztek el róla. Szintén a nevét viseli a Hold egyik krátere.
1974-ben szobrot állítottak neki a Debreceni Egyetem Klinikáján.